# Fritz Schäfer
Fritz Schäfer   (Pirmasens, 7 de setembre de 1912 - Ludwigshafen, 15 d'octubre de 1973) va ser un lluitador alemany que va competir durant les dècades de 1930 i 1940. Combinà la lluita grecoromana i la lluita lliure.
El 1936 va prendre part en els Jocs Olímpics d'Estiu de Berlín, on va guanyar la medalla de plata en la competició del pes wèlter del programa de lluita grecoromana. En el seu palmarès també destaquen sis medalles al Campionat d'Europa de lluita, tres d'or i una de plata en estil grecoromà i una d'or i una de plata en estil lliure. A nivell nacional aconseguí catorze títols alemanys, vuit en estil grecoromà (1934-35, 1937-40 i 1942-43) i sos en estil lliure (1935, 1937-38, 1940 i 1942-43).
Durant la Segona Guerra Mundial va lluitar al nord d'Àfrica, on fou donat per desaparegut. En realitat havia estat fer presoner pels francesos el 1943. Un cop alliberat es va unir a la Legió Estrangera i va lluitar a Indoxina i Algèria. El 1972 va tornar indigent a Alemanya, on havia estat donat per mort. Va morir un any després.